# Isabelle Weidemann
Isabelle Weidemann (Ottawa, 18 luglio 1995) è una pattinatrice di velocità su ghiaccio canadese.
Nel gennaio 2018, la Weidemann ha preso parte nella squadra olimpica del Canada.
Nel gennaio 2022 si è nuovamente qualificata nella squadra olimpica canadese, vincendo anche la prima medaglia canadese dei giochi, un bronzo nei 3000 metri.

## Palmarès

### Olimpiadi
- 3 medaglie:
  - 1 oro (inseguimento a squadre a Pechino 2022)
  - 1 argento (5000 m a Pechino 2022)
  - 1 bronzo (3000 m a Pechino 2022)

### Mondiali distanza singola
- 5 medaglie:
  - 1 oro (inseguimento a squadre a Heerenveen 2023)
  - 3 argenti (inseguimento a squadre a Heerenveen 2021; 3000 m e sprint a squadre a Calgary 2024)
  - 1 bronzo (inseguimento a squadre a Salt Lake City 2020)